# Jhon Mark Camingao
Jhon Mark Camingao, né le 1er septembre 1993 à Manille, est un coureur cycliste philippin.

## Palmarès et résultats

### Par année
- 2015
  -  Champion des Philippines sur route
  -  Champion des Philippines sur route espoirs
  -  Champion des Philippines du contre-la-montre espoirs
- 2018
  - 8e étape de la Ronda Pilipinas (contre-la-montre par équipes)
- 2019
  -  Médaillé de bronze du contre-la-montre par équipes aux Jeux d'Asie du Sud-Est
- 2020
  - 5e étape de la Ronda Pilipinas
- 2022
  - 3e du championnat des Philippines du critérium
  - 3e du championnat des Philippines du contre-la-montre
  - 3e du championnat des Philippines sur route
- 2025
  - 3e du championnat des Philippines du contre-la-montre

### Classements mondiaux
| Année         | 2015 | 2016 | 2017 | 2018 | 2019 |
| ------------- | ---- | ---- | ---- | ---- | ---- |
| UCI Asia Tour | 82e  |      |      |      | 210e |